# کیسلوو
کیسلوو (به بلغاری: Kiselevo) یک منطقهٔ مسکونی در بلغارستان است که در شهرستان بروسارتسی واقع شده‌است.